# Kondenzációs reakció
A kondenzációs reakció olyan – jellemzően lépcsőzetesen végbemenő – kémiai reakció, melynek során a két vagy több reagáló molekula (vagy ugyanazon molekula két, eltérő helyen található reakcióképes csoportja) egyetlen fő termékké alakul, miközben víz vagy más kis molekula (például ammónia, etanol, ecetsav, hidrogén-szulfid stb.) keletkezik. Változatos reakciócsaládról van szó, végbemehet savas vagy bázisos körülmények között, vagy katalizátor jelenlétében. A kondenzációs reakciók az élet számára is létfontosságúak, mivel az aminosavak közötti peptidkötés kialakulása és a zsírsavak bioszintézise is kondenzációs reakcióval történik.

Két aminosav közötti, a peptidkötést kialakító kondenzációs reakció elvi sémája

Számos változata létezik, többek között az aldolkondenzáció, Claisen-kondenzáció, Knoevenagel-kondenzáció és a Dieckman-kondenzáció (intramolekuláris Claisen-kondenzáció).

## Fordítás
Ez a szócikk részben vagy egészben  a   Condensation reaction című angol Wikipédia-szócikk ezen változatának fordításán alapul.  Az eredeti cikk szerkesztőit annak laptörténete sorolja fel. Ez a jelzés csupán a megfogalmazás eredetét és a szerzői jogokat jelzi, nem szolgál a cikkben szereplő információk forrásmegjelöléseként.